# Василевка (Горностаевская поселковая община)
Василевка (укр. Василівка) — село в Горностаевской поселковой общине Каховского района Херсонской области Украины.
Население по переписи 2001 года составляло 170 человек. Почтовый индекс — 74631. Телефонный код — 5544. Код КОАТУУ — 6522680502.

## Местный совет
74631, Херсонская обл., Горностаевский р-н, с. Великая Благовещенка, ул. Ленина, 12